# 千葉自胤
千葉 自胤（ちば よりたね/これたね）は、室町時代中期から戦国時代前期の武将。武蔵千葉氏第3代当主（室町幕府からは千葉氏当主と認められた）。

## 生涯
享徳の乱で古河公方足利成氏に与した重臣原胤房と同族の馬加康胤に伯父の胤直、従兄の胤宣、父の胤賢ら一族を殺され、兄の実胤と共に下総八幡荘市河城へと逃れた。室町幕府8代将軍足利義政が派遣した同族の奉公衆東常縁の支援を得たが、成氏が派遣した簗田持助に敗れ、康正2年（1456年）1月19日に市河城も陥落、武蔵へと逃れた。同年、常縁が馬加康胤・胤持父子を討ち取り、原胤房も逃亡した。
武蔵へ落ち延びた千葉兄弟は、兄・実胤が赤塚城（現在の板橋区赤塚）主、弟・自胤が石浜城（現在の台東区橋場？）主となった。康正3年（1457年）4月には外戚である扇谷上杉家の家宰太田道灌が江戸城を築城するなど古河公方側に圧力をかけ続けたが、自胤らは確たる所領を持たないため経済的に逼迫し、下総への帰還も思うに任せない状態であった。
寛正3年（1462年）、突如として兄・実胤が隠遁したため、自胤が石浜城主となり幕府から認められた千葉氏当主となった。この当主交代劇の背景には、上杉氏勢力の複雑な政治関係が影響していたと考えられ、将軍・足利義政は実胤に「帰参」することを命じる書状を送っている。また、義政は自胤に下総奪還運動の継続を促す書状を送った。しかし、実際には下総において分家の印東庄岩橋村（現在の酒々井町岩橋）の領主岩橋輔胤らが本佐倉城を築城するなど反抗を続け、その子孝胤は千葉氏当主を自称し、幕府と対立していた成氏も孝胤に頼らざるを得なかったためこれを認め、自胤の下総帰還も叶わなかった。東常縁も文明元年（1469年）4月に応仁の乱で斎藤妙椿に美濃の所領を横領されたため、息子の縁数を下総に残して帰京、軍事力も低下した。こうした状況から、自胤は太田道灌との関係を深くし、その庇護下に入ることになる。文明8年（1476年）に長尾景春の乱が勃発すると、自胤は太田道灌の軍勢に加わり、江戸城の守備に当たったほか、江古田原の戦いなどに参陣して戦った。一方で兄・実胤は長尾景春に与した大石石見守に従っていたために没落した。
文明10年（1478年）1月、山内上杉家・扇谷上杉家と成氏が和解したが、長尾景春と組んだ孝胤は和睦に反対、成氏の合意もあり12月に太田道灌の支援を背景にして孝胤追討に立ち上がり、12月10日には境根原合戦に勝利し、孝胤らが軍勢をまとめて退却し籠城した臼井城（現在の佐倉市臼井田）を文明11年（1479年）7月15日に落城させ、下総・上総の大半を制圧。自胤は臼井城に家臣を残し、自身は石浜城へ凱旋した。だが、この20年の間に輔胤・孝胤による千葉領支配体制は既に完成しており、同地に支持勢力を有さなかった自胤は上杉氏の内紛に巻き込まれていく中で撤退を余儀なくされる。文明14年（1482年）には享徳の乱が集結し、孝胤の子孫による下総千葉氏継承が確定された。これにより政治的価値を失った武蔵千葉氏は、武蔵に定着して小規模な勢力しか持たない国人として存続する道を選ばざるを得なくなった。
長享元年（1487年）に扇谷・山内両上杉氏間の抗争である長享の乱が勃発すると、自胤は前年に暗殺された太田道灌の息子・資康に同調して山内上杉氏に与した。
『本土寺過去帳』によれば、自胤は明応2年（1493年）12月6日に下足立三間田で死去しているが、黒田基樹は記述の在り方などから戦死した可能性を指摘している。自胤には実子がいなかったため、家督は兄・実胤の子である守胤が継いだ。

## 創作作品における自胤
- 曲亭馬琴『南総里見八犬伝』に「千葉介自胤」として登場する。南総里見八犬伝の登場人物#千葉介自胤を参照。